# Sébazac-Concourès
Sébazac-Concourès est une commune française, située dans le département de l'Aveyron en région Occitanie. La commune est proche de l'agglomération de Rodez. La population sébazacoise a augmenté de 20 % entre 1999 et 2018.
Le patrimoine architectural de la commune comprend un immeuble protégé au titre des monuments historiques : le gisement préhistorique du Rescoundudou, inscrit en 1993.

## Géographie

### Localisation
Commune de l'aire d'attraction de Rodez, constituant depuis 2020 l'unité urbaine de Sébazac-Concourès, proche de l'unité urbaine de Rodez, au nord-est de Rodez Agglomération, à 5 kilomètres au nord de Rodez. Elle a la particularité d'être formée de deux parties de territoire séparées. Elle appartient au canton du Causse-Comtal. Située sur l'axe Rodez-Aurillac, c'est une des communes les plus élevées de l'agglomération. Une grande partie de la surface de la commune est située sur le Causse Comtal.

### Communes limitrophes
Sébazac-Concourès est limitrophe de quatre autres communes.
Les communes limitrophes sont  Bozouls, La Loubière, Montrozier, Onet-le-Château, Rodelle et Salles-la-Source.
|                  |                   | Rodelle     |
| Salles-la-Source | Sébazac-Concourès |             |
|                  | Onet-le-Château   | La Loubière |

### Géologie et relief
La superficie de la commune est de 2 582 hectares ; son altitude varie de 553  à   625 mètres.

### Hydrographie

#### Réseau hydrographique

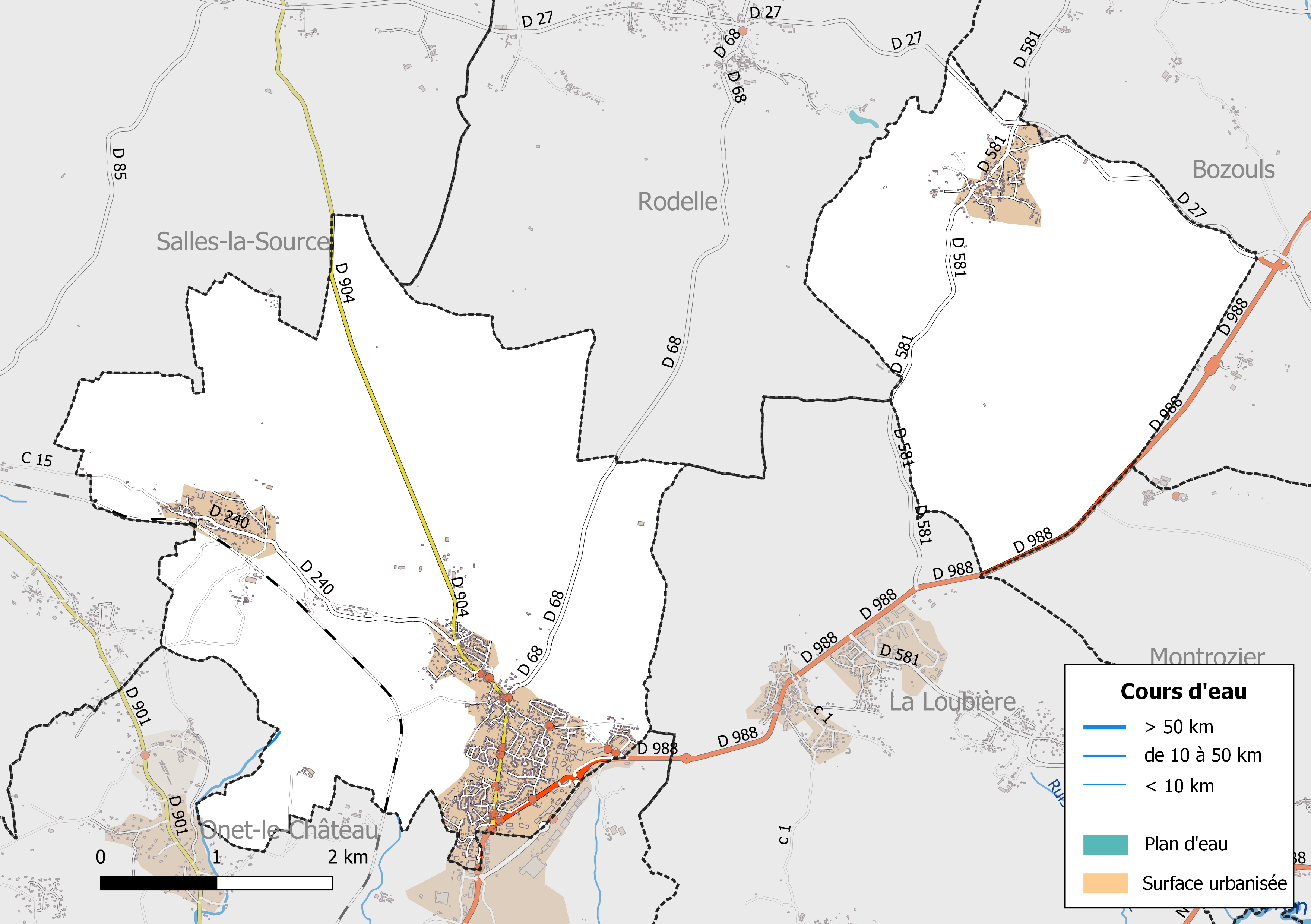
Réseaux hydrographique et routier de Sébazac-Concourès.

La commune est drainée par le ruisseau de Fontanges et par deux petits cours d'eau.

#### Gestion des cours d'eau
La gestion des cours d’eau situés dans le bassin de l’Aveyron est assurée par l’établissement public d'aménagement et de gestion des eaux (EPAGE) Aveyron amont, créé le 1er janvier 2017, en remplacement du syndicat mixte du bassin versant Aveyron amont,,.

### Climat
Pour des articles plus généraux, voir Climat de l'Occitanie et Climat de l'Aveyron.
En 2010, le climat de la commune est de type climat océanique altéré, selon une étude s'appuyant sur une série de données couvrant la période 1971-2000. En 2020, Météo-France publie une typologie des climats de la France métropolitaine dans laquelle la commune est exposée à un climat de montagne et est dans la région climatique Sud-est du Massif Central, caractérisée par une pluviométrie annuelle de 1 000 à 1 500 mm, minimale en été, maximale en automne.
Pour la période 1971-2000, la température annuelle moyenne est de 10,4 °C, avec une amplitude thermique annuelle de 15,8 °C. Le cumul annuel moyen de précipitations est de 1 132 mm, avec 11,1 jours de précipitations en janvier et 7,6 jours en juillet. Pour la période 1991-2020, la température moyenne annuelle observée sur la station météorologique la plus proche, située sur la commune de Salles-la-Source à 8 km à vol d'oiseau, est de 11,1 °C et le cumul annuel moyen de précipitations est de 869,1 mm,. Pour l'avenir, les paramètres climatiques de la commune estimés pour 2050 selon différents scénarios d'émission de gaz à effet de serre sont consultables sur un site dédié publié par Météo-France en novembre 2022.

### Milieux naturels et biodiversité

#### Sites Natura 2000

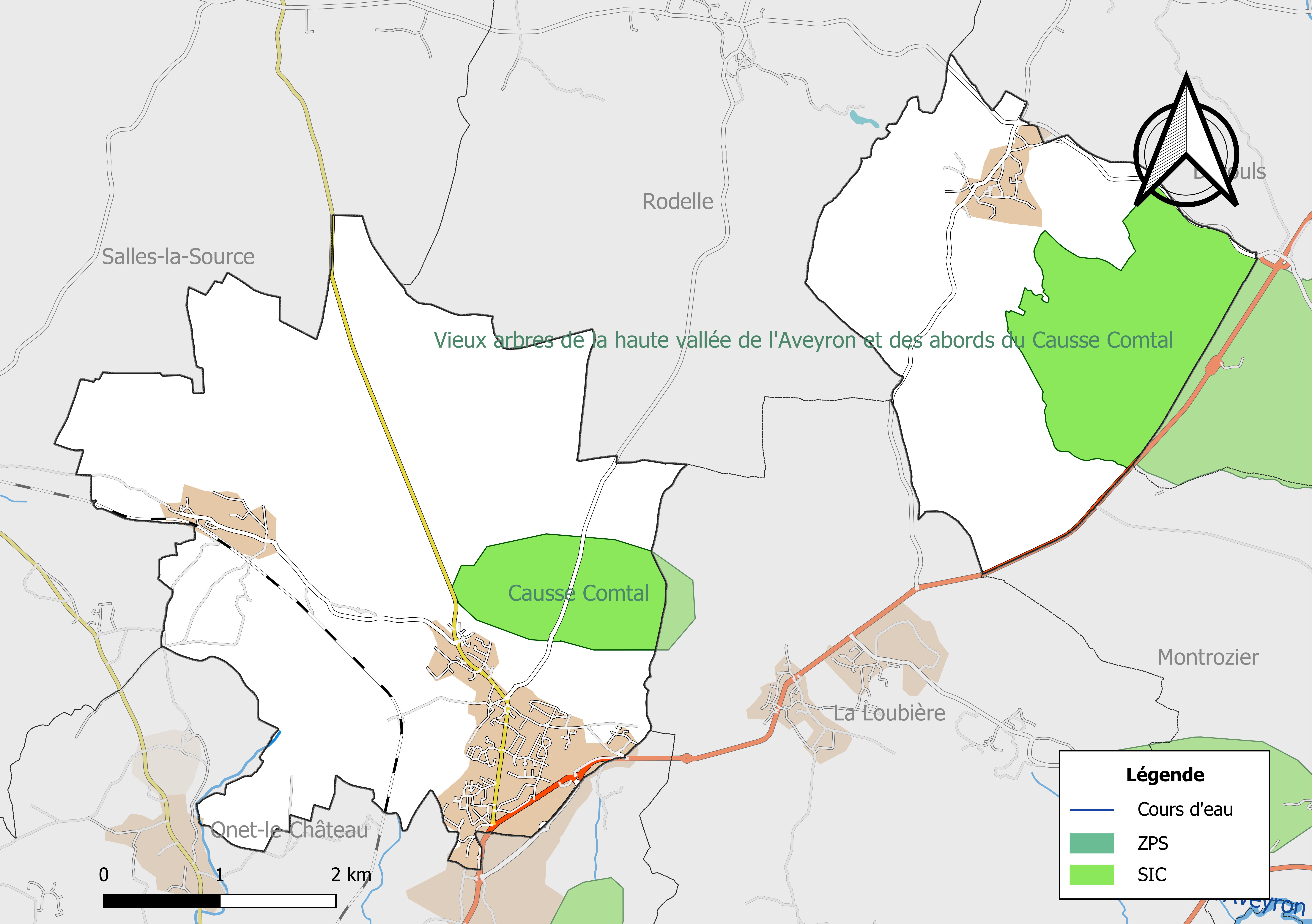
Sites Natura 2000 sur le territoire communal.

Le réseau Natura 2000 est un réseau écologique européen de sites naturels d’intérêt écologique élaboré à partir des Directives « Habitats » et « Oiseaux ». Ce réseau est constitué de Zones spéciales de conservation (ZSC) et de Zones de protection spéciale (ZPS). Dans les zones de ce réseau, les États Membres s'engagent à maintenir dans un état de conservation favorable les types d'habitats et d'espèces concernés, par le biais de mesures réglementaires, administratives ou contractuelles.
Deux sites Natura 2000 ont été définis sur la commune au titre de la « directive Habitats » : 
- Le « Causse Comtal », d'une superficie de 379 ha, est un site éclaté au sein d'un vaste plateau calcaire ou dolomitique avec réseau karstique, gouffres et grottes. Les pelouses et les fourrés sont généralement en mosaïque[15] ;
- Les « Vieux arbres de la haute vallée de l'Aveyron et des abords du Causse Comtal », d'une superficie de 1 630 ha, est un secteur à très large dominance bocagère comprenant un réseau dense de haies et de bosquets riches en vieux arbres, riche par la présence de nombreux coléoptères dont Osmoderma eremita, de loin la plus grosse population connue en Midi-Pyrénées[16] ;

#### Zones naturelles d'intérêt écologique, faunistique et floristique
L’inventaire des zones naturelles d'intérêt écologique, faunistique et floristique (ZNIEFF) a pour objectif de réaliser une couverture des zones les plus intéressantes sur le plan écologique, essentiellement dans la perspective d’améliorer la connaissance du patrimoine naturel national et de fournir aux différents décideurs un outil d’aide à la prise en compte de l’environnement dans l’aménagement du territoire.
Le territoire communal de Sébazac-Concourès comprend deux ZNIEFF de type 1,, 
le « Causse Comtal, bois de Vaysettes et de la Cayrousse » (1 796 ha), couvrant 4 communes du département ;
et le « Pech hiver, bois de la Cayrousse et pech de Triou » (2 151 ha), couvrant 4 communes du département
et une ZNIEFF de type 2,, 
le « Causse comtal » (13 496 ha), qui s'étend sur 9 communes de l'Aveyron.

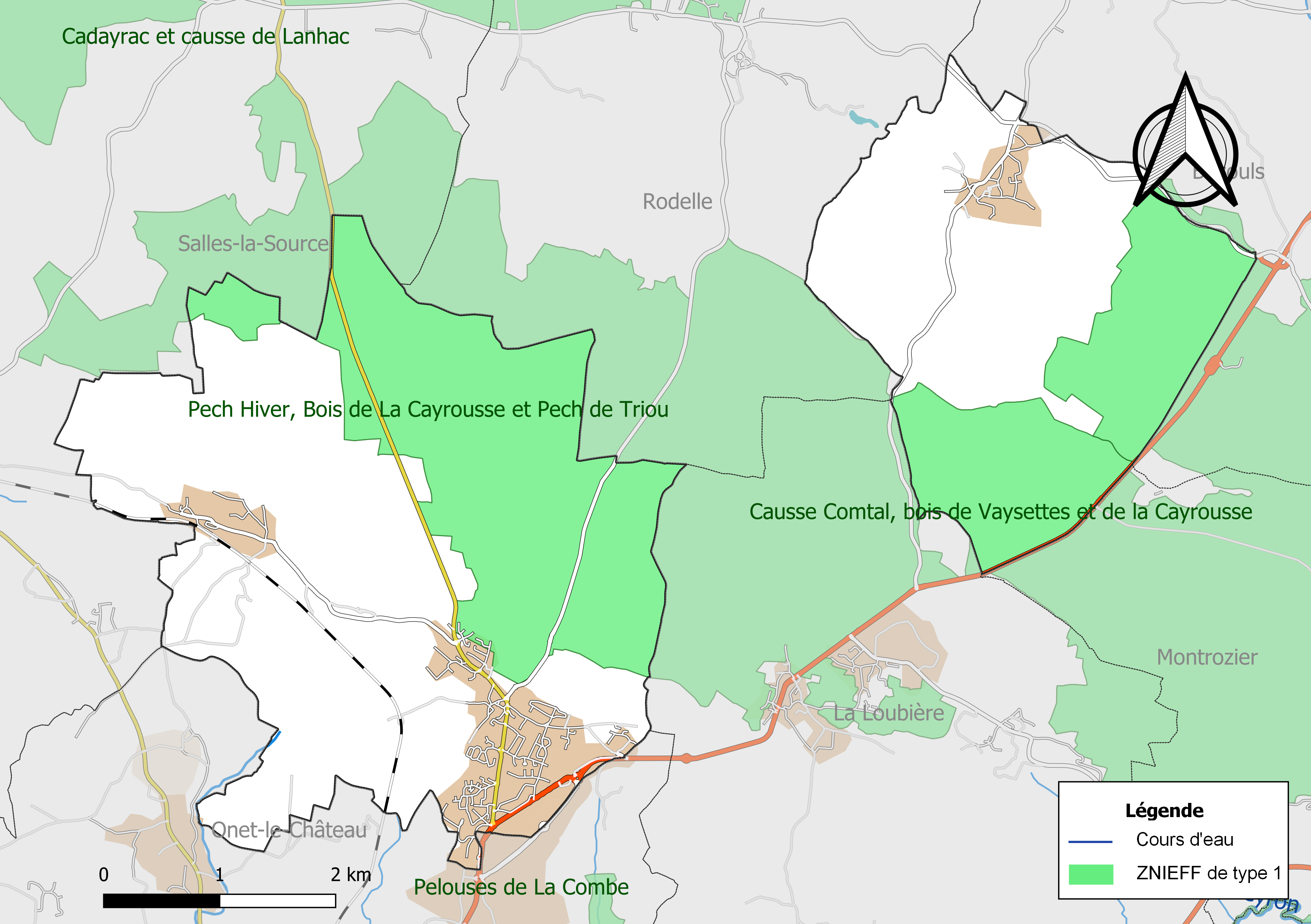
Carte des ZNIEFF de type 1 de la commune.
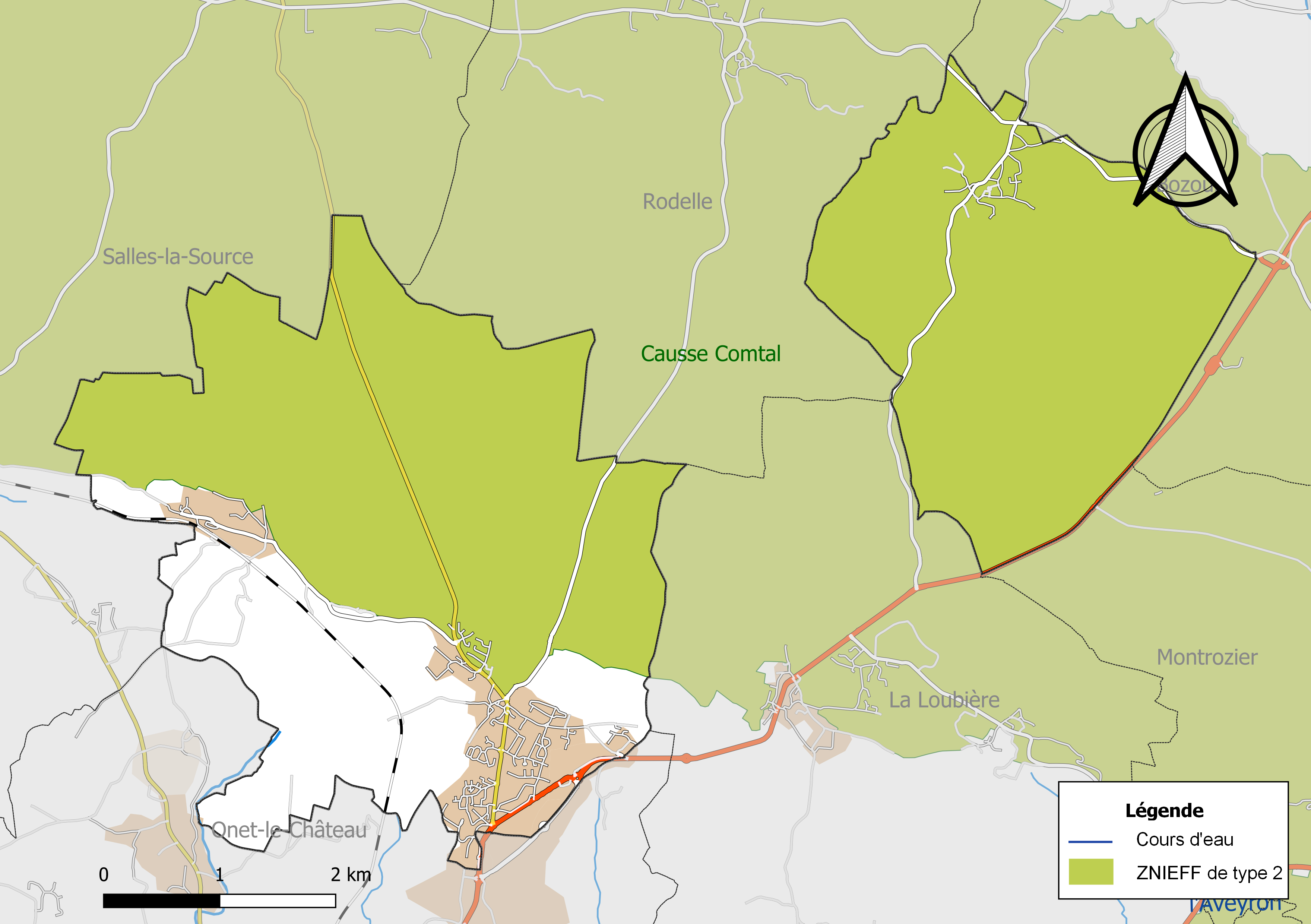
Carte de la ZNIEFF de type 2 de la commune.

## Urbanisme

### Typologie
Au 1er janvier 2024, Sébazac-Concourès est catégorisée bourg rural, selon la nouvelle grille communale de densité à 7 niveaux définie par l'Insee en 2022.
Elle appartient à l'unité urbaine de Sébazac-Concourès, une unité urbaine monocommunale constituant une ville isolée,. Par ailleurs la commune fait partie de l'aire d'attraction de Rodez, dont elle est une commune de la couronne,. Cette aire, qui regroupe 68 communes, est catégorisée dans les aires de 50 000 à moins de 200 000 habitants,.

### Occupation des sols

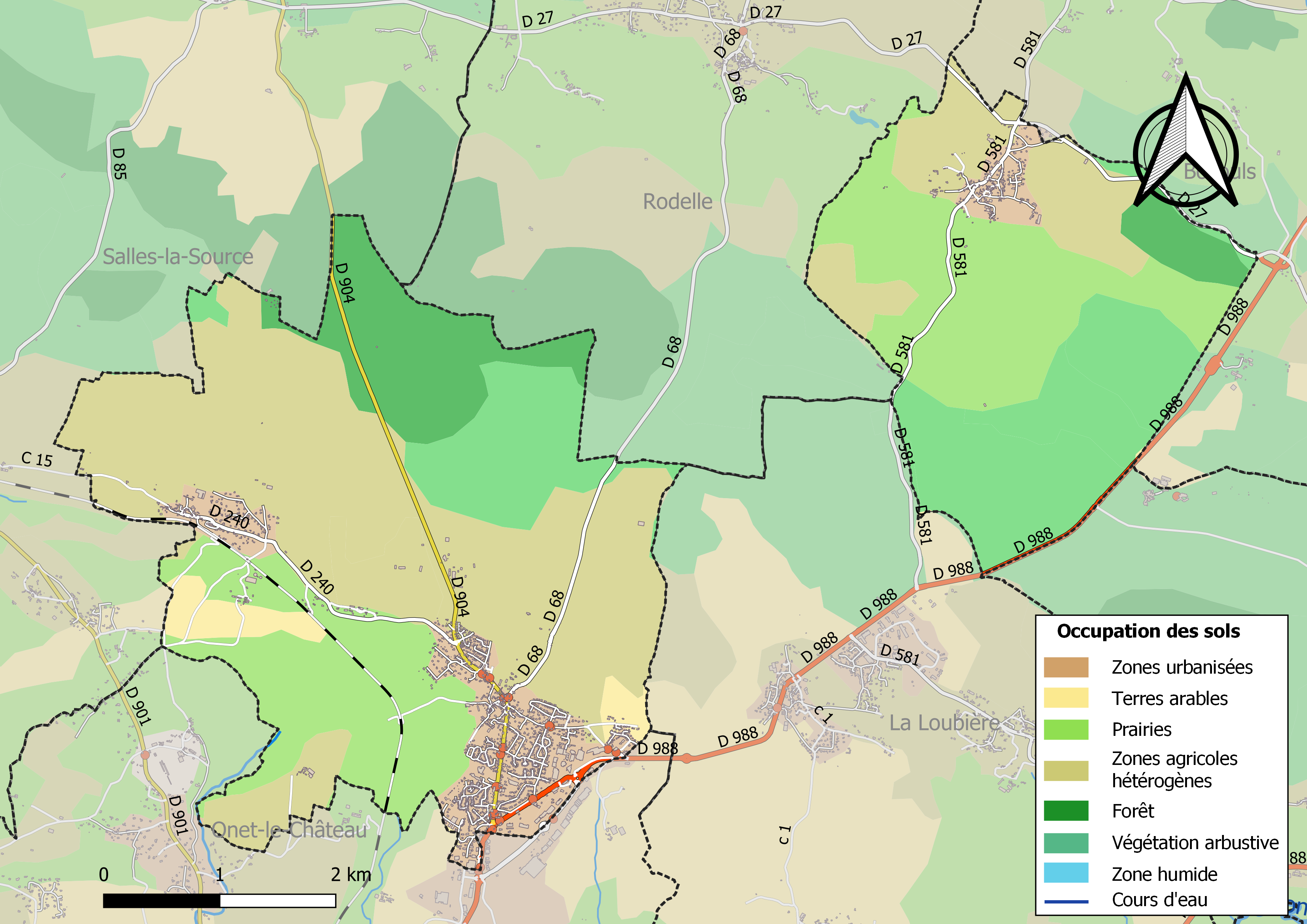
Infrastructures et occupation des sols de la commune de Sébazac-Concourès.

L'occupation des sols de la commune, telle qu'elle ressort de la base de données européenne d’occupation biophysique des sols Corine Land Cover (CLC), est marquée par l'importance des territoires agricoles (64,5 % en 2018), en diminution par rapport à 1990 (66,2 %). La répartition détaillée en 2018 est la suivante : 
zones agricoles hétérogènes (37,9 %), prairies (24,5 %), milieux à végétation arbustive et/ou herbacée (18,3 %), forêts (8,8 %), zones urbanisées (7,2 %), terres arables (2,1 %), zones industrielles ou commerciales et réseaux de communication (1,2 %).

### Planification
La loi SRU du 13 décembre 2000 a incité fortement les communes à se regrouper au sein d’un établissement public, pour déterminer les partis d’aménagement de l’espace au sein d’un SCoT, un document essentiel d’orientation stratégique des politiques publiques à une grande échelle. La commune est dans le territoire du SCoT du Centre Ouest Aveyron  approuvé en février 2020. La structure porteuse est le Pôle d'équilibre territorial et rural Centre Ouest Aveyron, qui associe neuf EPCI, notamment la communauté d'agglomération du Grand Rodez, dont la commune est membre.
La commune disposait en 2017 d'un plan local d'urbanisme approuvé. Le zonage réglementaire et le règlement associé peuvent être consultés sur le Géoportail de l'urbanisme.

### Voies de communication et transports
Accès par la route : route nationale 88 et la route nationale 604, 
- Par l'autobus : Transports en commun de Rodez
- Par le train : Gare de Rodez sur la ligne de Capdenac à Rodez
- Par l'avion : Aéroport de Rodez-Aveyron

### Risques majeurs
Le territoire de la commune de Sébazac-Concourès est vulnérable à différents aléas naturels : inondations, climatiques (hiver exceptionnel ou canicule), feux de forêts et séisme (sismicité faible).
Il est également exposé à un risque technologique, le transport de matières dangereuses, et à un risque particulier, le risque radon,.

#### Risques naturels

Zones inondables de la commune de Sébazac-Concourès.

Certaines parties du territoire communal sont susceptibles d’être affectées par le risque d’inondation par débordement de l'Auterne. Les dernières grandes crues historiques, ayant touché plusieurs parties du département, remontent aux 3 et 4 décembre 2003 (dans les bassins du Lot, de l'Aveyron, du Viaur et du Tarn) et au 28 novembre 2014 (bassins de la Sorgues et du Dourdou). Ce risque est pris en compte dans l'aménagement du territoire de la commune par le biais du Plan de prévention du risque inondation (PPRI) Aveyron Amont-Auterne, approuvé le 14 décembre 2006.
Le Plan départemental de protection des forêts contre les incendies découpe le département de l’Aveyron en sept « bassins de risque » et définit une sensibilité des communes à l’aléa feux de forêt (de faible à très forte). La commune est classée en sensibilité forte.
Les mouvements de terrains susceptibles de se produire sur la commune sont soit des mouvements liés au retrait-gonflement des argiles, soit des effondrements liés à des cavités souterraines. Le phénomène de retrait-gonflement des argiles est la conséquence d'un changement d'humidité des sols argileux. Les argiles sont capables de fixer l'eau disponible mais aussi de la perdre en se rétractant en cas de sécheresse. Ce phénomène peut provoquer des dégâts très importants sur les constructions (fissures, déformations des ouvertures) pouvant rendre inhabitables certains locaux. La carte de zonage de cet aléa peut être consultée sur le site de l'observatoire national des risques naturels Géorisques. Une autre carte permet de prendre connaissance des cavités souterraines localisées sur la commune,.

#### Risques technologiques
Le risque de transport de matières dangereuses sur la commune est lié à sa traversée par une route à fort trafic et une ligne de chemin de fer. Un accident se produisant sur de telles infrastructures est en effet susceptible d’avoir des effets graves au bâti ou aux personnes jusqu’à 350 m, selon la nature du matériau transporté. Des dispositions d’urbanisme peuvent être préconisées en conséquence.

#### Risque particulier
Dans plusieurs parties du territoire national, le radon, accumulé dans certains logements ou autres locaux, peut constituer une source significative d’exposition de la population aux rayonnements ionisants. Toutes les communes du département sont concernées par le risque radon à un niveau plus ou moins élevé. Selon le dossier départemental des risques majeurs du département établi en 2013, la commune de Sébazac-Concourès est classée à risque moyen à élevé. Un décret du 4 juin 2018 a modifié la terminologie du zonage définie dans le code de la santé publique et a été complété par un arrêté du 27 juin 2018 portant délimitation des zones à potentiel radon du territoire français. La commune est désormais en zone 3, à savoir zone à potentiel radon significatif.

## Histoire

### Préhistoire
La présence humaine sur la commune de Sébazac-Concourès est attestée depuis 100 000 ans avec le site exceptionnel du Rescoundudou à Onet l'église. Les fouilles ont permis de découvrir les restes d'un enfant néandertalien et de nombreux outils. L'homme installé à proximité d'un point d'eau s'adaptait à un climat plus froid qu'actuellement. Les traces humaines sont ensuite rares jusqu'au chalcolithique. Une douzaine de dolmens datés de cette période, d'environ 2 000 ans avant notre ère, parsèment le causse. Ces sépultures collectives représentent des croyances disparues et sont, à ce titre, des monuments très fragiles à protéger.

### Antiquité
L'âge du fer, il y a environ 800 ans, offre peu de vestiges. Un oppidum a été repéré près de Flars et des tumuli, tertres de terres, sont observés sur la commune. Comme dans les époques précédentes, la nature offre les ressources nécessaires, le calcaire et la terre, à la construction de ces repères religieux. Arrive alors la romanisation de la commune qui se fait discrètement, La période gallo-romaine a laissé des traces ténues mais importantes : le nom du village Sébazac dont le suffixe ac pourrait avoir des racines latines, de nombreux fragments de tegulae qui démontrent un habitat dispersé. Par exemple, un habitat a été trouvé à Gajac ou encore une bergerie près de Concourès.

### Moyen Âge
Le Moyen Âge est davantage présent dans l'environnement communal. Le Haut Moyen Âge a laissé deux nécropoles, l'une aux Igues et une autre à Gajac. Cette double présence est rarement attestée sur une même commune et montre la complexité de la construction de cet espace géographique. Les tombes de cette période sont aussi construites en calcaire en lien direct avec l'environnement naturel. Des textes[Lesquels ?] attestent la présence d’un château pour Sébazac ou Gajac mais leur emplacement exact reste un mystère. L'église de Concourès est un exemple de la ferveur religieuse de cette époque et certaines parties sont datées de l'époque romane. L'existence du village de Sébazac se retrouve dans des chartes médiévales[réf. souhaitée] et Concourès offre de nombreux vestiges de la fin du Moyen Âge et de la Renaissance. La fontaine des Igues ou le puits de Gajac sont les monuments les mieux conservés de cette période,. Fontaine, puits ou citerne montrent l'importance de l'eau, source de vie et affirmation d'un pouvoir, et d'une adaptation de plus en plus élaborée de l'homme à son environnement.

### Époque contemporaine
Par décret du 29 février 1904, le chef-lieu de la commune de Concourès fut transféré au hameau de Sébazac, et la commune rebaptisée Sébazac-Concourès.

## Politique et administration

### Découpage territorial
La commune de Sébazac-Concourès est membre de la Rodez Agglomération, un établissement public de coopération intercommunale (EPCI) à fiscalité propre créé le 20 décembre 1999 dont le siège est à Rodez. Ce dernier est par ailleurs membre d'autres groupements intercommunaux.
Sur le plan administratif, elle est rattachée à l'arrondissement de Rodez, au département de l'Aveyron et à la région Occitanie. Sur le plan électoral, elle dépend du  canton du Causse-Comtal pour l'élection des conseillers départementaux, depuis le redécoupage cantonal de 2014 entré en vigueur en 2015, et de la première circonscription de l'Aveyron  pour les élections législatives, depuis le dernier découpage électoral de 2010.

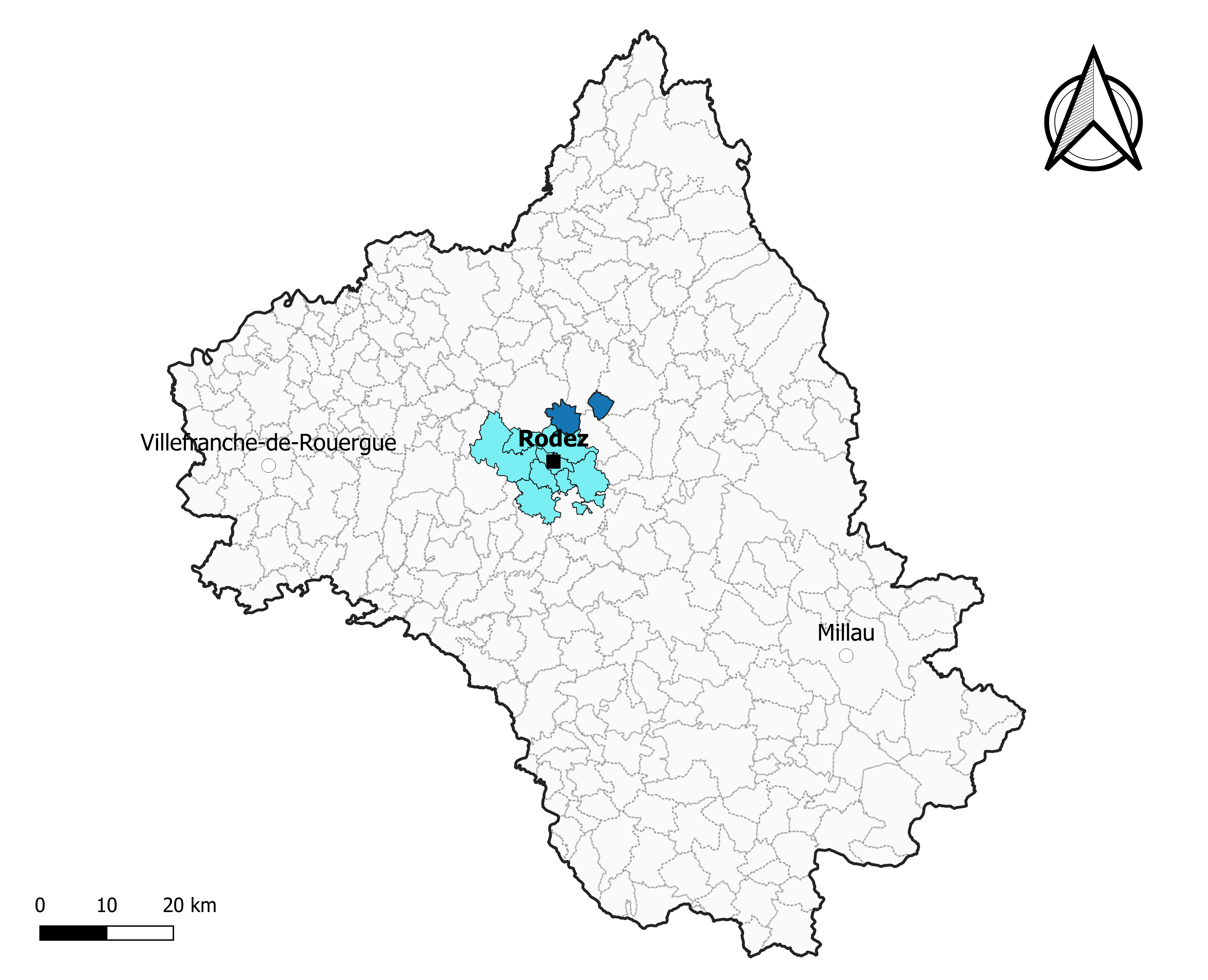
Sébazac-Concourès dans l'intercommunalité en 2020.
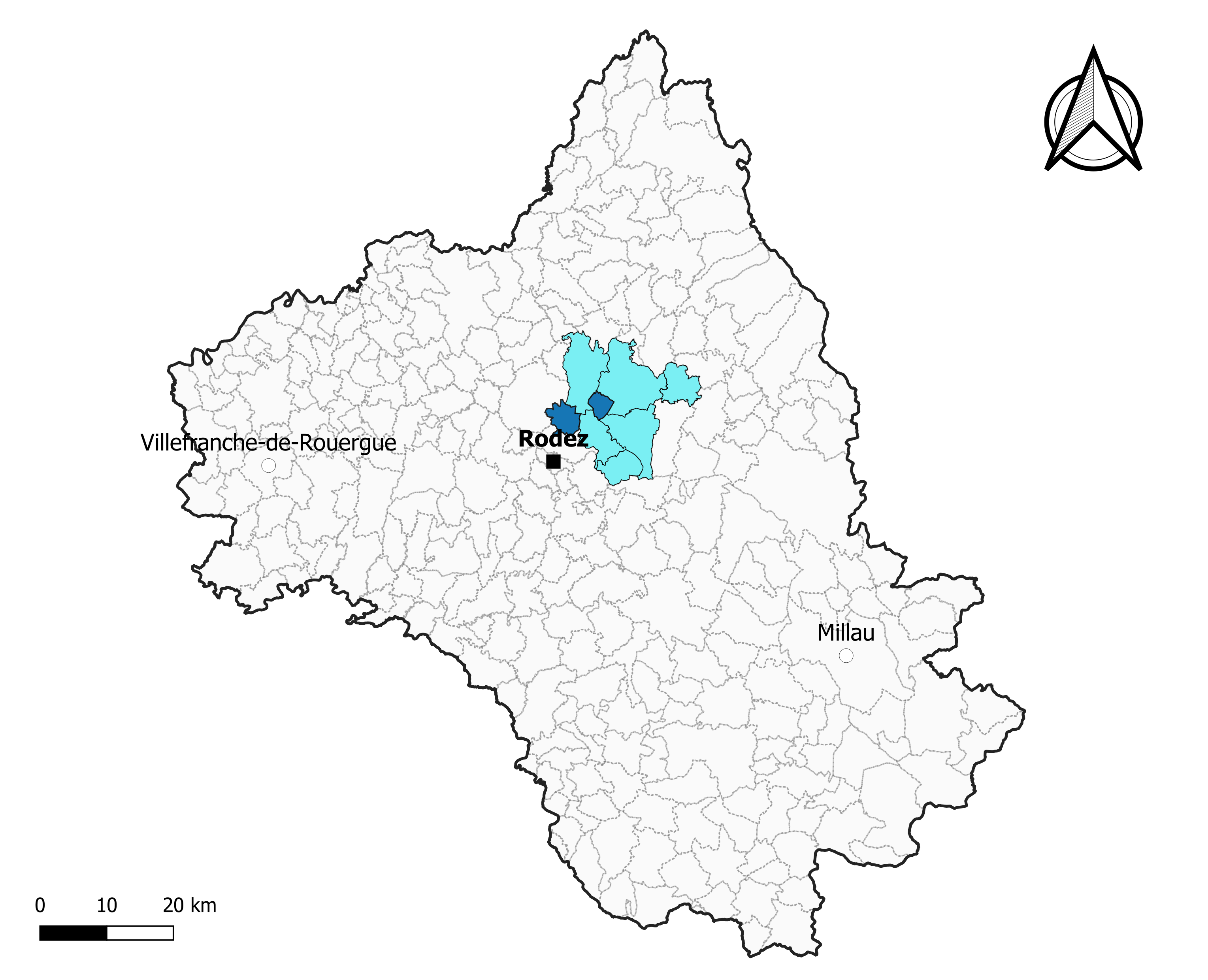
Sébazac-Concourès dans le canton du Causse-Comtal en 2020.
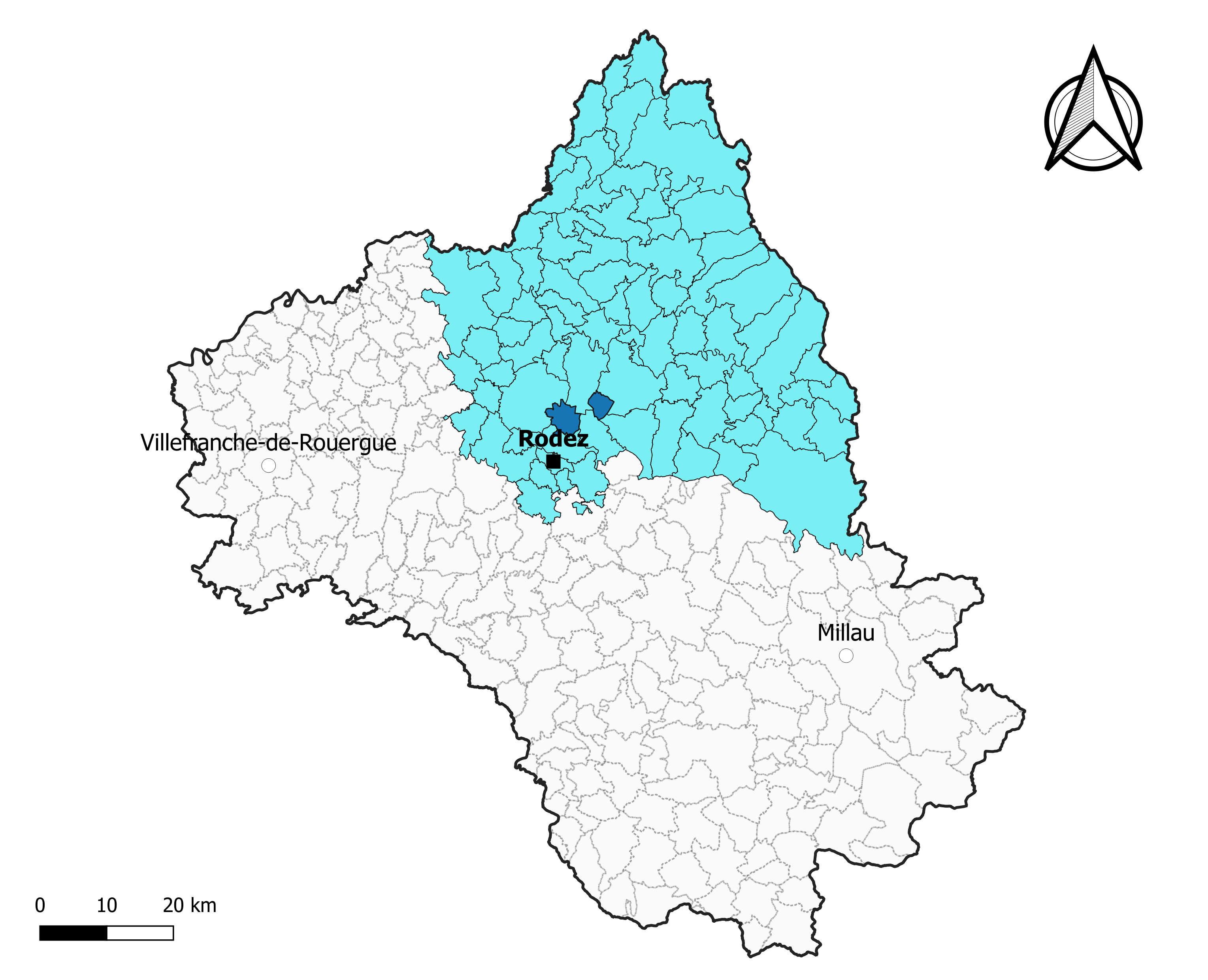
Sébazac-Concourès dans l'arrondissement de Rodez en 2020.

### Élections municipales et communautaires

#### Élections de 2020
| Tête de liste  | Suffrages | Pourcentage | CM | CC |
| -------------- | --------- | ----------- | -- | -- |
| Florence Cayla | 847       | 59,31 %     | 19 | 2  |
| Alain Picasso  | 581       | 40,68 %     | 4  | 1  |

Le conseil municipal de Sébazac-Concourès, commune de plus de 1 000 habitants, est élu au scrutin proportionnel de liste à deux tours (sans aucune modification possible de la liste), pour un mandat de six ans renouvelable. Compte tenu de la population communale, le nombre de sièges à pourvoir lors des élections municipales de 2020 est de 23. Les vingt-trois conseillers municipaux sont élus au premier tour avec un taux de participation de 54,71 %, se répartissant en dix-neuf issus de la liste conduite par Florence Cayla et quatre issus de celle d'Alain Picasso.
Florence Cayla, maire sortante, est réélue pour un nouveau mandat le 27 mai 2020.
Les trois sièges attribués à la commune au sein du conseil communautaire de la communauté d'agglomération du Grand Rodez se répartissent en : liste de Florence Cayla (2) et liste d'Alain Picasso (1).
Le nombre d'habitants au recensement de 2011 étant compris entre 2 500 habitants et 3 499 habitants, le nombre de membres du conseil municipal pour l'élection de 2014 est de vingt trois,.

##### Liste des maires
| Période                                  | Période   | Identité          | Étiquette | Qualité                                                   |
| ---------------------------------------- | --------- | ----------------- | --------- | --------------------------------------------------------- |
| 1888                                     | 1892      | Auguste Bel       |           |                                                           |
| 1892                                     | 1895      | Jean Bertrand     |           |                                                           |
| 1895                                     | 1904      | Bernard Cabantous |           |                                                           |
| 1904                                     | 1918      | Auguste Bel       |           |                                                           |
| 1918                                     | 1925      | Louis Laissac     |           |                                                           |
| 1925                                     | 1959      | Louis Tabardel    |           |                                                           |
| 1959                                     | 1965      | Edouard Féral     |           |                                                           |
| mars 1965                                | mars 1977 | Christian Dumas   |           |                                                           |
| mars 1977                                | juin 1995 | Sylvain Diet      |           | Enseignant, résistant Vice-président du district de Rodez |
| juin 1995                                | mars 2008 | Anne-Marie Durand |           |                                                           |
| mars 2008                                | En cours  | Florence Cayla,   |           | Profession intermédiaire de la santé et du travail social |
| Les données manquantes sont à compléter. |           |                   |           |                                                           |

## Population et société

### Démographie
L'évolution du nombre d'habitants est connue à travers les recensements de la population effectués dans la commune depuis 1793. Pour les communes de moins de 10 000 habitants, une enquête de recensement portant sur toute la population est réalisée tous les cinq ans, les populations de référence des années intermédiaires étant quant à elles estimées par interpolation ou extrapolation. Pour la commune, le premier recensement exhaustif entrant dans le cadre du nouveau dispositif a été réalisé en 2007.

En 2022, la commune comptait 3 266 habitants, en évolution de +0,96 % par rapport à 2016 (Aveyron : +0,37 %, France hors Mayotte : +2,11 %).
| 1793 | 1800 | 1906 | 1911 | 1921 | 1926 | 1931 | 1936 | 1946 |
| ---- | ---- | ---- | ---- | ---- | ---- | ---- | ---- | ---- |
| 254  | 531  | 530  | 547  | 508  | 511  | 504  | 505  | 409  |

| 1954 | 1962 | 1968 | 1975  | 1982  | 1990  | 1999  | 2006  | 2007  |
| ---- | ---- | ---- | ----- | ----- | ----- | ----- | ----- | ----- |
| 488  | 554  | 635  | 1 727 | 2 336 | 2 703 | 2 717 | 2 913 | 2 941 |

| 2012  | 2017  | 2022  | - | - | - | - | - | - |
| ----- | ----- | ----- | - | - | - | - | - | - |
| 3 146 | 3 253 | 3 266 | - | - | - | - | - | - |

Comme dans la plupart des communes du Grand Rodez, la population de Sébazac-Concourès augmente. Ces dernières années, elle a dépassé les 3 000 habitants.

### Enseignement
Sébazac-Concourès fait partie de l'académie de Toulouse.
L'éducation est assurée sur la commune de la maternelle à l'école élémentaire.

### Manifestations culturelles et festivités
Jusqu'en 2006, la commune accueillait, annuellement, le grand festival Skabazac. Depuis l'année 2007, le festival a lieu sur la commune d'Onet-le-Château, sur le site de La Roque. Salle polyvalente,

### Activités sportives
Tennis, football, chasse, aïkido, judo, karaté, quilles de huit, randonnée pédestre, basketball, ping-pong, boxe française, badminton, cyclisme, pétanque,

### Écologie et recyclage
La collecte et le traitement des déchets des ménages et des déchets assimilés ainsi que la protection et la mise en valeur de l'environnement se font dans le cadre de Rodez Agglomération.

## Économie

### Revenus
En 2018  (données Insee publiées en septembre 2021), la commune compte 1 309 ménages fiscaux, regroupant 3 153 personnes. La médiane du revenu disponible par unité de consommation est de 24 130 € (20 640 € dans le département). 60 % des ménages fiscaux sont imposés ( % dans le département).

### Emploi
| Division       | 2008  | 2013  | 2018  |
| -------------- | ----- | ----- | ----- |
| Commune        | 2,8 % | 3,8 % | 4,6 % |
| Département    | 5,4 % | 7,1 % | 7,1 % |
| France entière | 8,3 % | 10 %  | 10 %  |

En 2018, la population âgée de 15 à 64 ans s'élève à 1 906 personnes, parmi lesquelles on compte 78,6 % d'actifs (74 % ayant un emploi et 4,6 % de chômeurs) et 21,4 % d'inactifs,. Depuis 2008, le taux de chômage communal (au sens du recensement) des 15-64 ans est inférieur à celui de la France et du département.
La commune fait partie de la couronne de l'aire d'attraction de Rodez, du fait qu'au moins 15 % des actifs travaillent dans le pôle,. Elle compte 1 102 emplois en 2018, contre 906 en 2013 et 905 en 2008. Le nombre d'actifs ayant un emploi résidant dans la commune est de 1 422, soit un indicateur de concentration d'emploi de 77,5 % et un taux d'activité parmi les 15 ans ou plus de 57,4 %.
Sur ces 1 422 actifs de 15 ans ou plus ayant un emploi, 355 travaillent dans la commune, soit 25 % des habitants. Pour se rendre au travail, 86,5 % des habitants utilisent un véhicule personnel ou de fonction à quatre roues, 2,4 % les transports en commun, 6,3 % s'y rendent en deux-roues, à vélo ou à pied et 4,7 % n'ont pas besoin de transport (travail au domicile).

### Activités hors agriculture

#### Secteurs d'activités
221 établissements sont implantés  à Sébazac-Concourès au 31 décembre 2019. Le tableau ci-dessous en détaille le nombre par secteur d'activité et compare les ratios avec ceux du département,.
| Secteur d'activité                                                                                        | Commune | Commune | Département |
| Secteur d'activité                                                                                        | Nombre  | %       | %           |
| --- | ------- | ------- | ----------- |
| Ensemble                                                                                                  | 221     | 100 %   | (100 %)     |
| Industrie manufacturière, industries extractives et autres                                                | 22      | 10 %    | (17,7 %)    |
| Construction                                                                                              | 27      | 12,2 %  | (13 %)      |
| Commerce de gros et de détail, transports, hébergement et restauration                                    | 67      | 30,3 %  | (27,5 %)    |
| Information et communication                                                                              | 1       | 0,5 %   | (1,5 %)     |
| Activités financières et d'assurance                                                                      | 8       | 3,6 %   | (3,4 %)     |
| Activités immobilières                                                                                    | 6       | 2,7 %   | (4,2 %)     |
| Activités spécialisées, scientifiques et techniques et activités de services administratifs et de soutien | 23      | 10,4 %  | (12,4 %)    |
| Administration publique, enseignement, santé humaine et action sociale                                    | 45      | 20,4 %  | (12,7 %)    |
| Autres activités de services                                                                              | 22      | 10 %    | (7,8 %)     |

Le secteur du commerce de gros et de détail, des transports, de l'hébergement et de la restauration est prépondérant sur la commune puisqu'il représente 30,3 % du nombre total d'établissements de la commune (67 sur les 221 entreprises implantées  à Sébazac-Concourès), contre 27,5 % au niveau départemental.

#### Entreprises
Les cinq entreprises ayant leur siège social sur le territoire communal qui génèrent le plus de chiffre d'affaires en 2020 sont : 
- Tilatan, commerce de détail de quincaillerie, peintures et verres en grandes surfaces (400 m² et plus) (8 743 k€)
- Lagardille, commerce de détail d'habillement en magasin spécialisé (2 601 k€)
- Malice .Mps, conseil pour les affaires et autres conseils de gestion (1 520 k€)
- Roca, commerce de détail de quincaillerie, peintures et verres en petites surfaces (moins de 400 m²) (1 167 k€)
- Max.b.concept, commerce de détail de meubles (969 k€)

La commune de Sébazac-Concourès est une dynamique économique pour l'agglomération avec une grande zone commerciale, le Comtal, qui se situe à la fois sur la commune de Sébazac et sur celle d'Onet-le-Château, et dans laquelle on retrouve de grandes enseignes nationales.

### Agriculture
La commune est dans les Grands Causses, une petite région agricole occupant le sud-est du département de l'Aveyron. En 2020, l'orientation technico-économique de l'agriculture  sur la commune est l'élevage d'ovins ou de caprins.
|               | 1988  | 2000  | 2010  | 2020  |
| ------------- | ----- | ----- | ----- | ----- |
| Exploitations | 25    | 22    | 22    | 20    |
| SAU (ha)      | 1 890 | 1 934 | 1 997 | 1 958 |

Le nombre d'exploitations agricoles en activité et ayant leur siège dans la commune est passé de 25 lors du recensement agricole de 1988  à 22 en 2000 puis à 22 en 2010 et enfin à 20 en 2020, soit une baisse de 20 % en 32 ans. Le même mouvement est observé à l'échelle du département qui a perdu pendant cette période 51 % de ses exploitations,. La surface agricole utilisée sur la commune a quant à elle augmenté, passant de 1 890 ha en 1988 à 1 958 ha en 2020. Parallèlement la surface agricole utilisée moyenne par exploitation a augmenté, passant de 76 à 98 ha.

## Culture locale et patrimoine
Le patrimoine de la commune, particulièrement riche et varié, nous rappelle que la présence de l'être humain dans cet espace particulier qu’est le Causse Comtal raconte une relation étroite et évolutive entre les hommes, leurs croyances et un environnement naturel.

### Patrimoine civil
- Gisement préhistorique du Rescoundudou  Inscrit MH (1993)[73].
- Fontaine.
- Mairie de Sébazac du XVIIIe siècle.
- Cazelles.

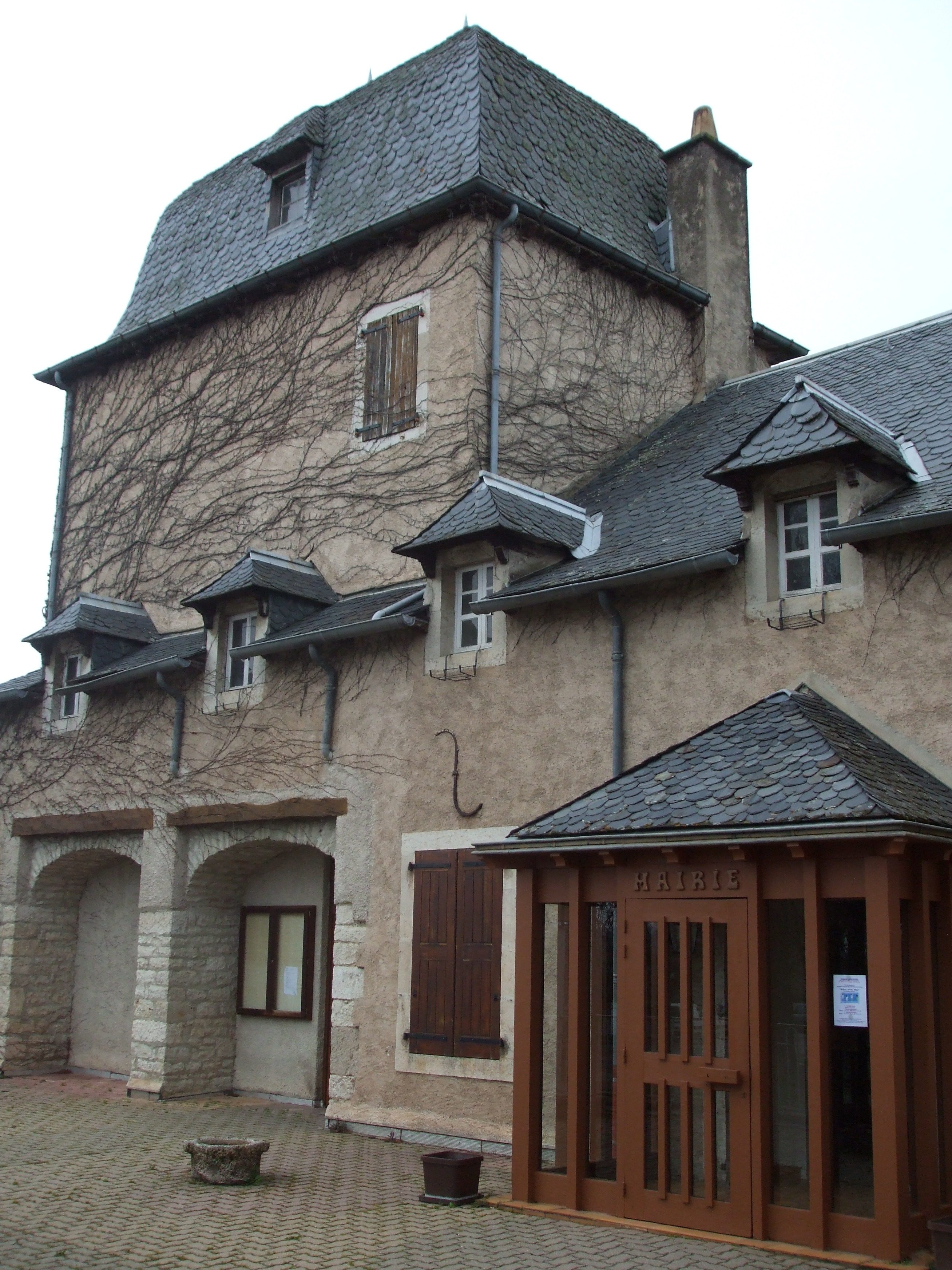
Entrée de la mairie
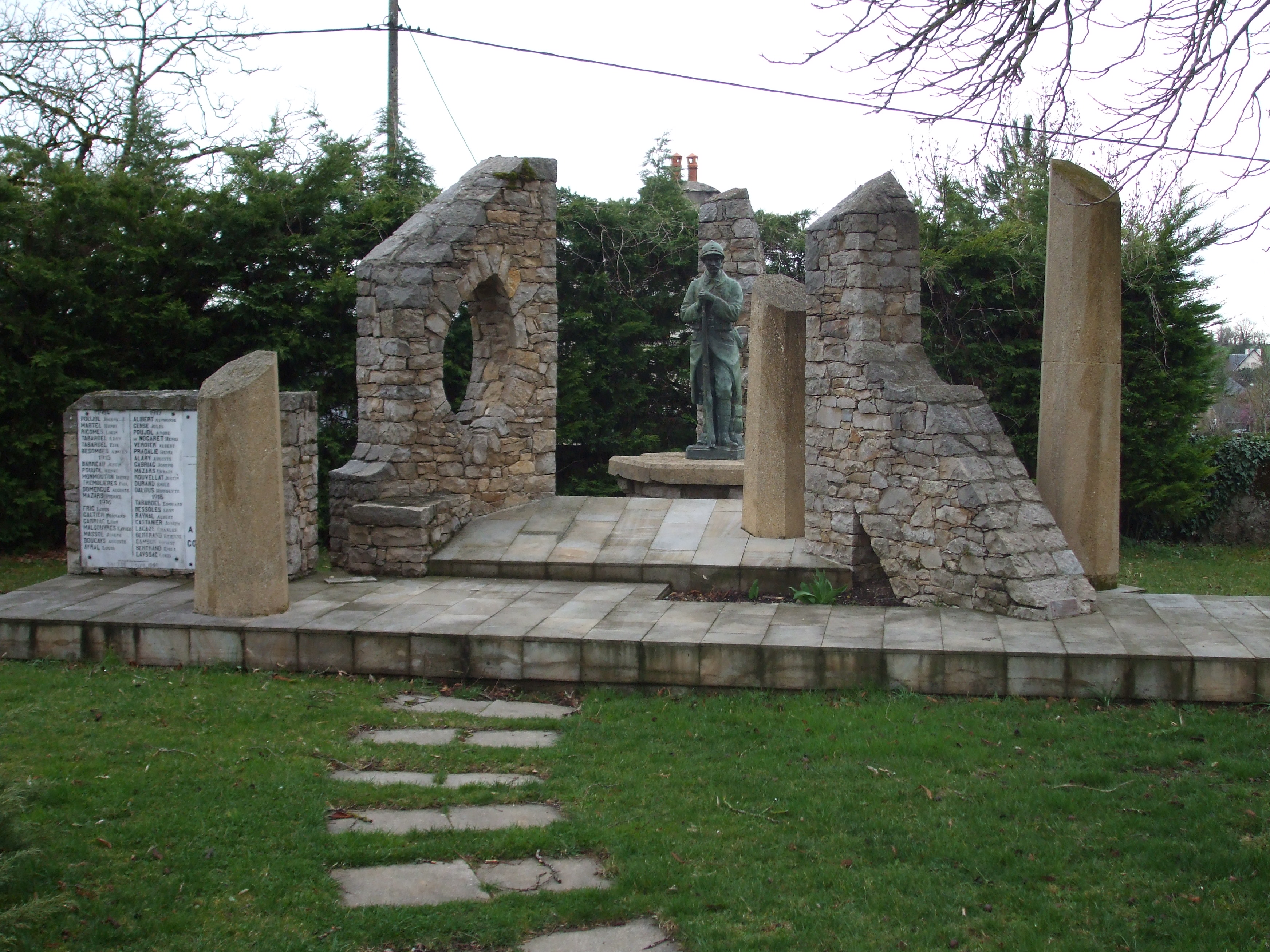
Monument aux morts
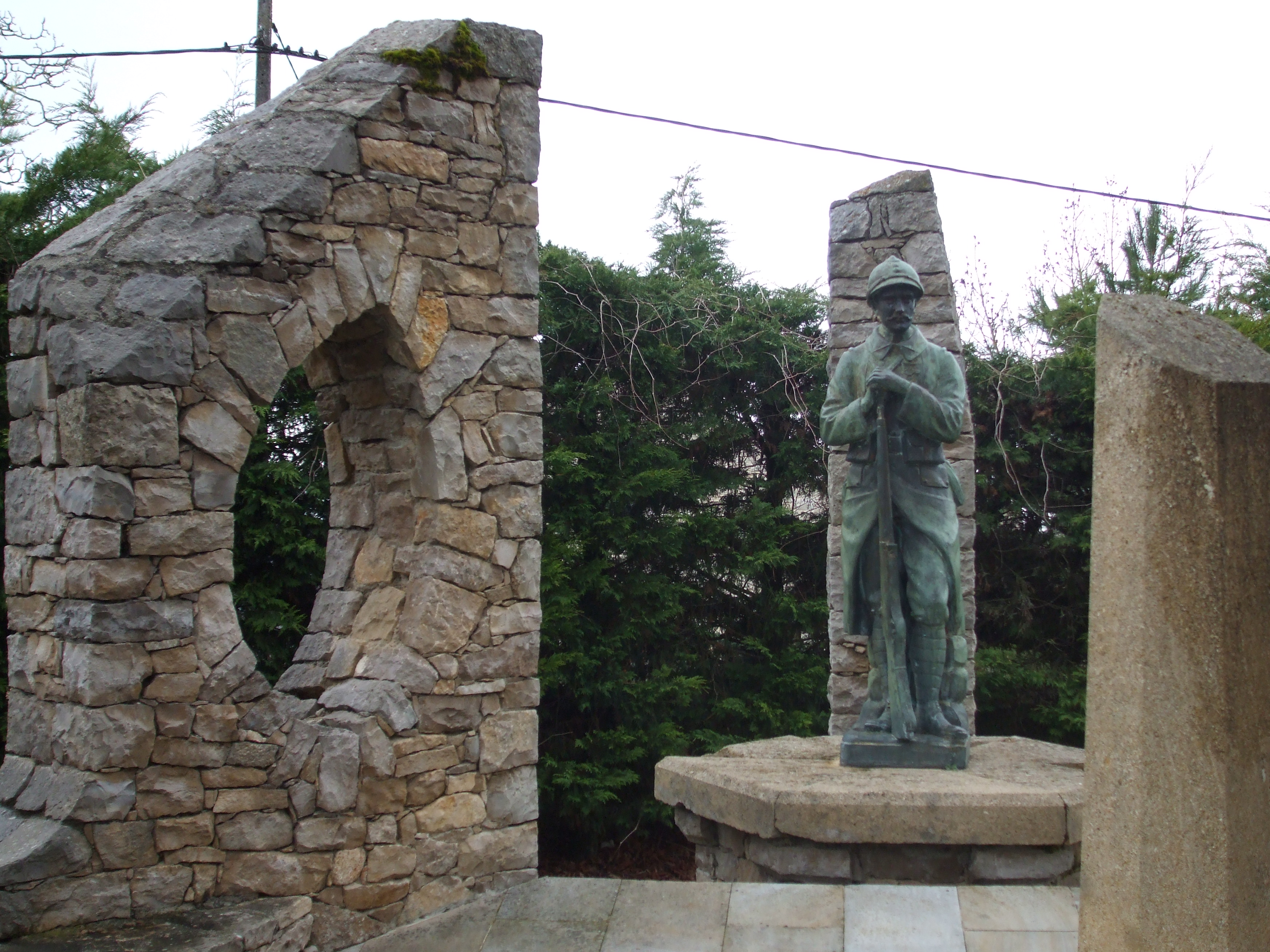
Statue d'un soldat sur le monument aux morts

### Patrimoine religieux
- Église Saint-Barnabé de Sébazac.
- Église Saint-Géraud de Concourès.
- Église Saints-Cyr-et-Julitte d'Onet-l'église.

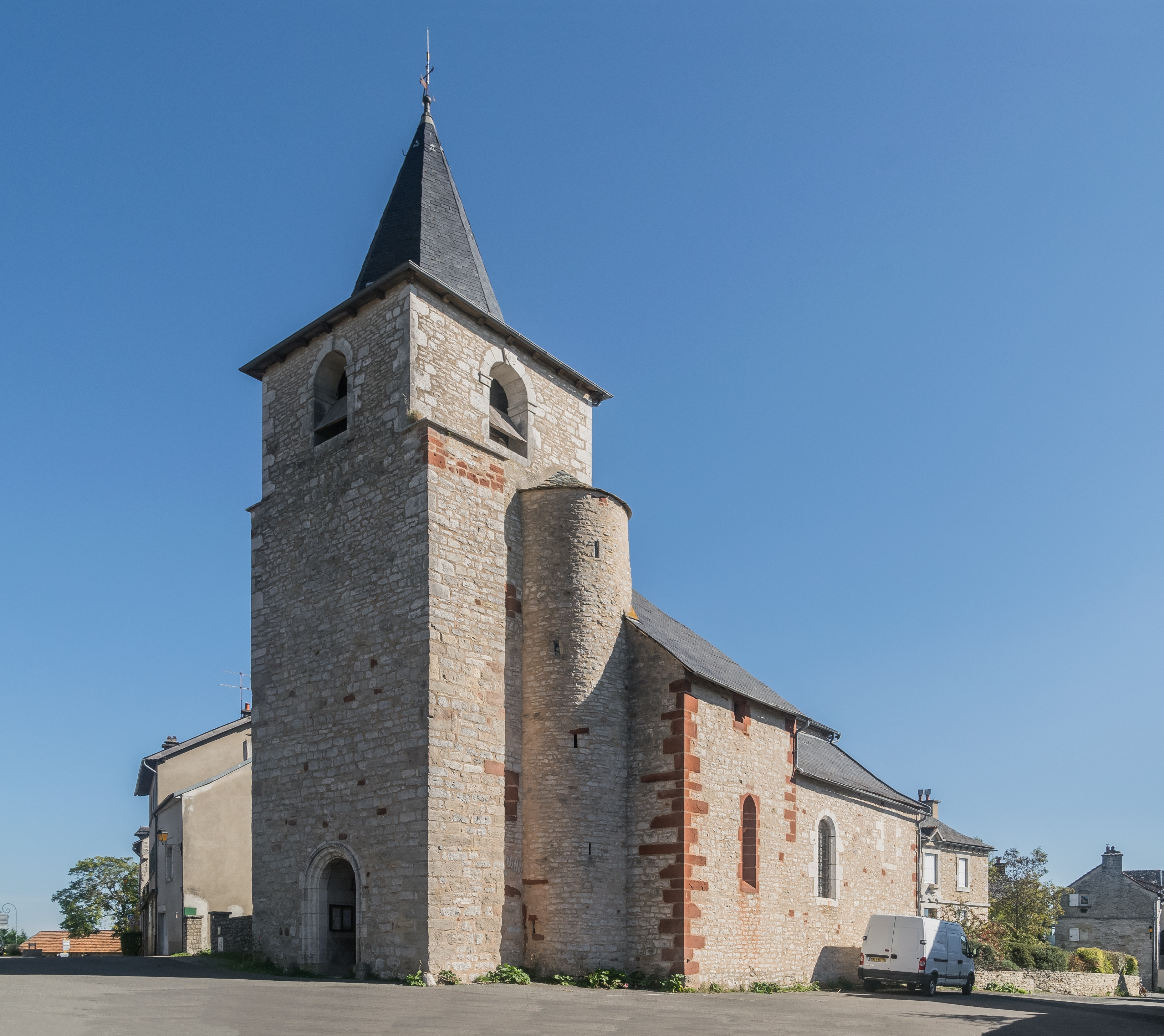
Église Saint-Barnabé de Sébazac.
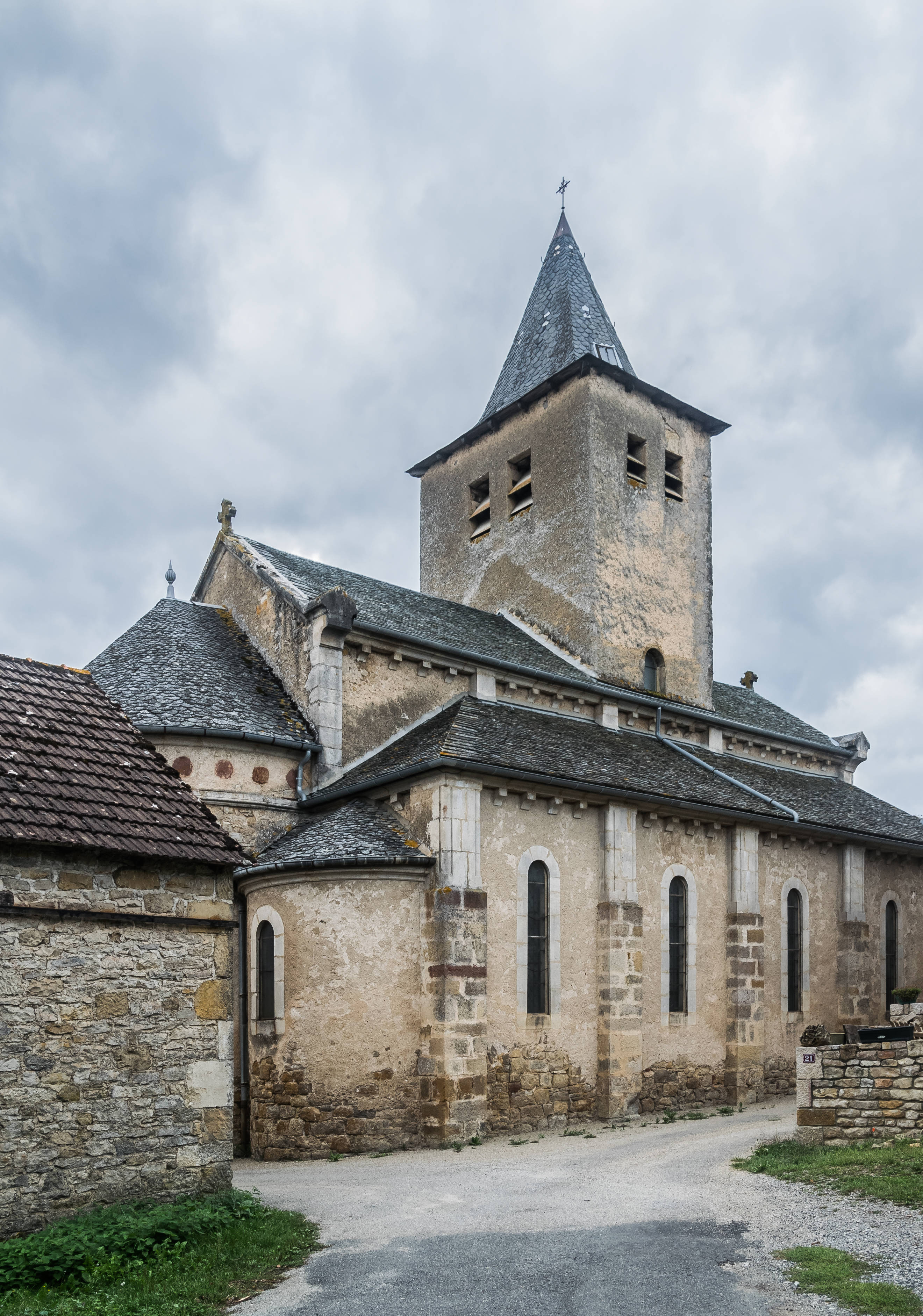
Église Saint-Géraud de Concourès
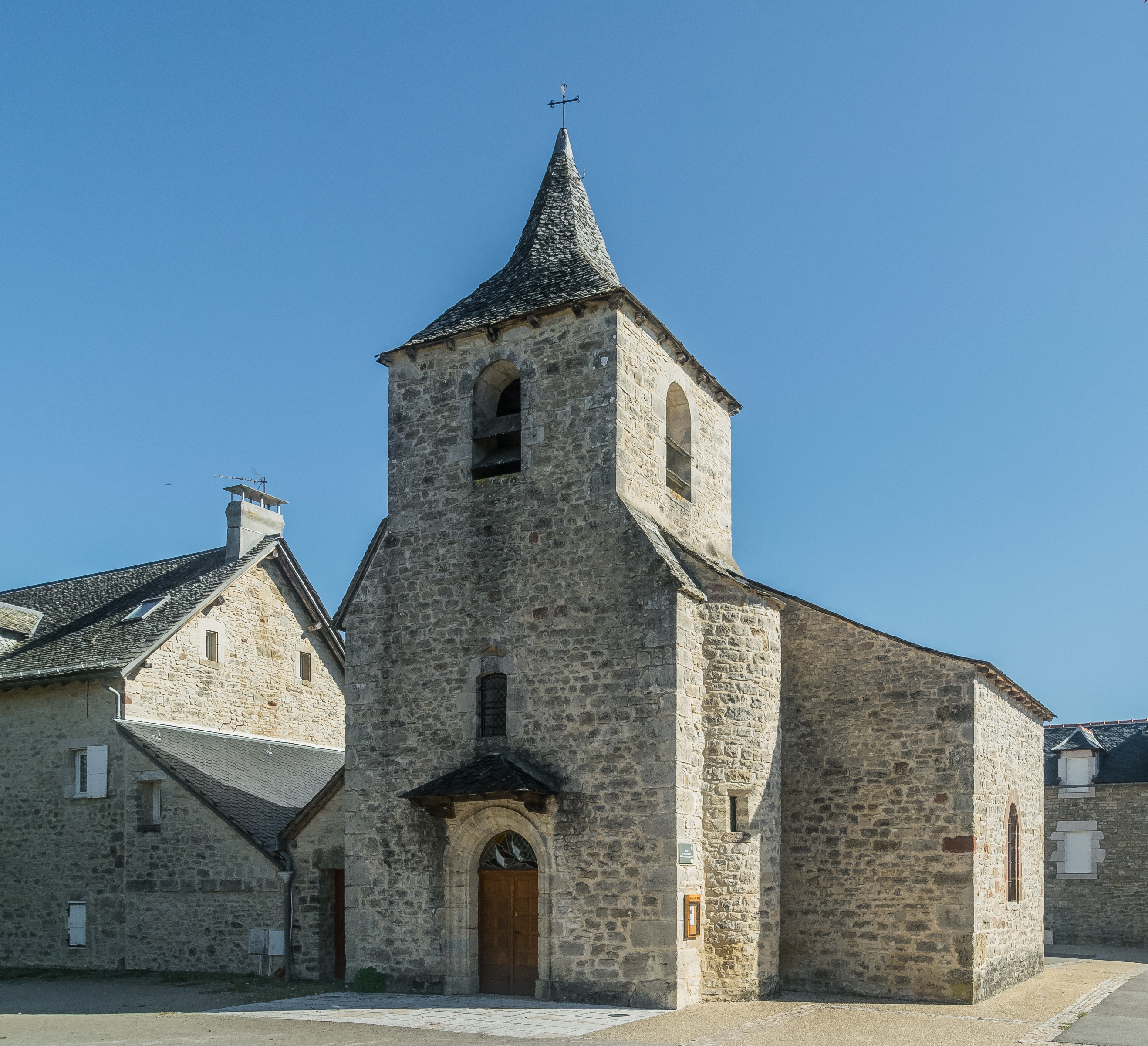
Église Saints-Cyr-et-Julitte d'Onet-l'église

### Patrimoine culturel
- Espace de loisirs des Igues : pigeonnier, fontaine, perte du Cambour, verger de sauvegarde, forge (ancien lavoir), sentier piétons, jeux pour enfants, tombes wisighotes dans un espace naturel karstique alternant bosquets et prés.

### Personnalités liées à la commune
- Famille de Bonald
- Sylvain Diet, maire de Sébazac-Concourès de mars 1977 à juin 1995, professeur à l'école normale de Rodez, résistant, chef du maquis du Guesclin, autour de Rignac, sous le pseudonyme de capitaine Olivier, chevalier de la Légion d'Honneur en 1949[74]